# كريستيان إستروسي
كريستيان إستروسي (مواليد 1 يوليو 1955)، هو رياضي وسياسي فرنسي. وهو سياسي وسائق دراجات نارية محترف سابق، ووزير سابق، ورئيس سابق للمجلس الإقليمي في بروفانس ألب كوت دازور. يشغل حاليا منصب عمدة مدينة نيس الفرنسية.
ولد كريستيان إستروزي في 1 يوليو 1955 في مدينة نيس.  كان أجداده مهاجرين من إيطاليا. كان متزوج من دومينيك ساسون، ابنة جان ساسون الذي شغل منصب نائب رئيس بلدية نيس من 1977 إلى 1998.  